# Вяйсянен, Саули
Саули Вяйсянен (фин. Sauli Väisänen; родился 5 июня 1994 года, Хельсинки, Финляндия) — финский футболист, защитник клуба «Ильвес» и сборной Финляндии. 
Младший брат Саули, Лео также является профессиональным футболистом.

## Клубная карьера

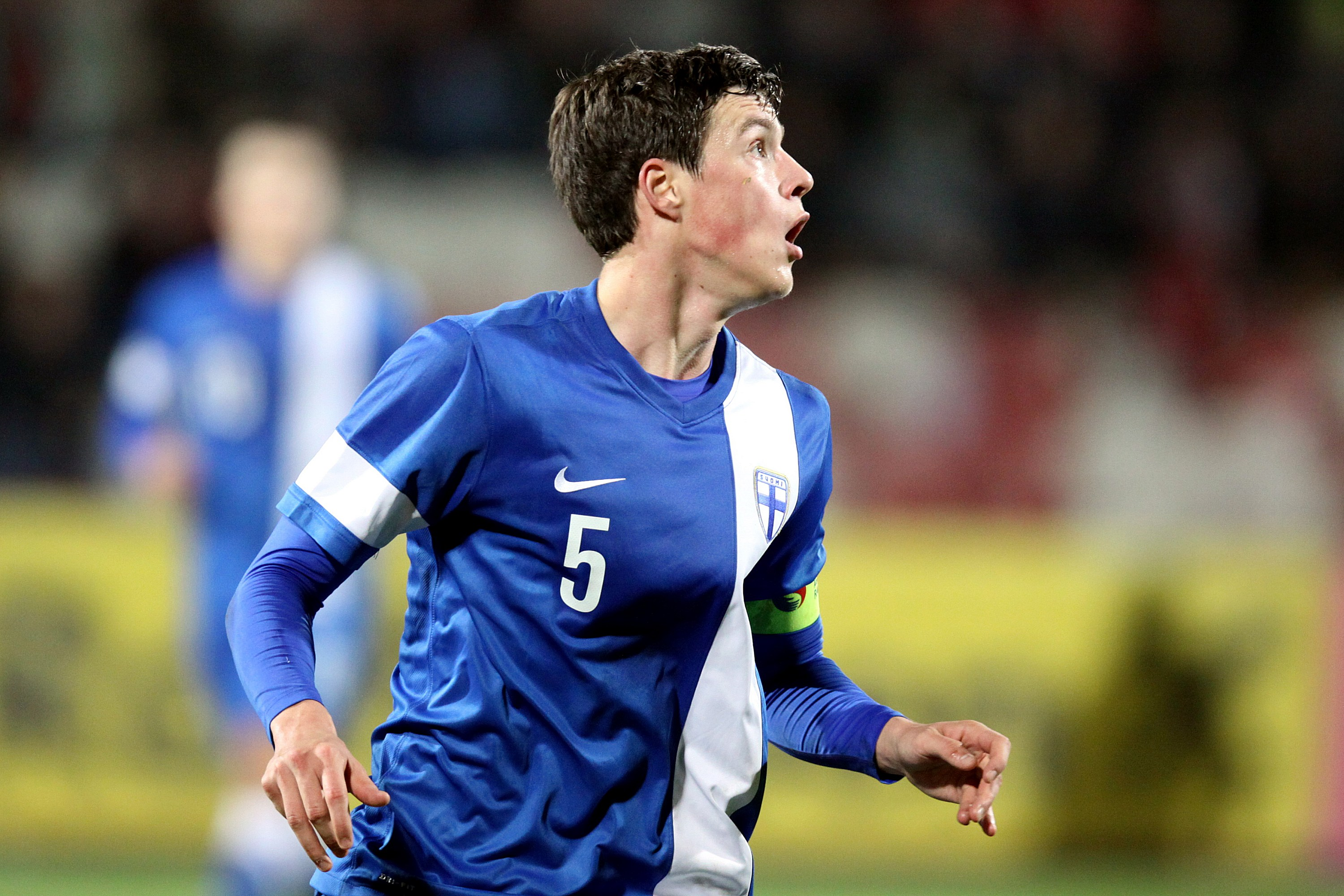
Вяйсянен в составе сборной Финляндии

Ваяйсянен начал профессиональную карьеру в клубе Второго дивизиона Финляндии — «Паллохонка». В 2013 году Саули перешёл в «Хонку». 6 октября в матче против КуПС он дебютировал в Вейккауслиге. 26 октября в поединке против «Интера» Вяйсянен забил свой первый гол за «Хонку». В своём дебютном сезоне он помог клубу завоевать серебряные медали чемпионата. Летом 2014 года Саули перешёл в шведский АИК. 4 августа в матче против «Гётеборга» он дебютировал в Аллсвенскан лиге. 10 мая 205 года в поединке против «Норрчёпинга» Вяйсянен забил свой первый гол за АИК.
Летом того же года для получения игровой практики Саули вернулся на родину в ХИФК. 10 сентября в матче против «Мариехамна» он дебютировал за новую команду. После окончания аренды Вяйсянен вернулся в АИК.
Летом 2017 года Саули перешёл в итальянский СПАЛ. 20 августа в матче против «Лацио» он дебютировал в итальянской Серии A.

## Международная карьера
6 октября 2016 года в отборочном матче чемпионата мира 2018 против сборной Исландии Вяйсянен дебютировал за сборную Финляндии.